# Kanada na Zimowych Igrzyskach Olimpijskich 2006
Kanadę na Zimowych Igrzyskach Olimpijskich 2006 reprezentowało 196 sportowców i 220 członków personelu pomocniczego. 
Gwiazdą reprezentacji była łyżwiarka szybka Cindy Klassen, która zdobyła 5 medali - rekord kanadyjski podczas jednych igrzysk. Ogółem reprezentacja zdobyła 24 medale, siedem złotych, dziesięć srebrnych i siedem brązowych. Więcej medali zdobyły tylko reprezentacje Niemiec (29) i Stanów Zjednoczonych (25).

## Zdobyte medale
| Medal  | Zawodnik | Dyscyplina sportowa  | Konkurencja             |
| ------ | --- | -------------------- | ----------------------- |
| Złoto  | Chandra Crawford | Biegi narciarskie    | Sprint kobiet           |
| Złoto  | Brad Gushue Jamie Korab Russ Howard Mark Nichols Mike Adam | Curling              | Mężczyźni               |
| Złoto  | Jennifer Heil | Narciarstwo dowolne  | Jazda po muldach kobiet |
| Złoto  | Meghan Agosta Gillian Apps Jennifer Botterill Cassie Campbell Gillian Ferrari Danielle Goyette Jayna Hefford Becky Kellar Gina Kingsbury Charline Labonté Carla MacLeod Caroline Ouellette Cherie Piper Cheryl Pounder Colleen Sostorics Kim St-Pierre Vicky Sunohara Sarah Vaillancourt Katie Weatherston Hayley Wickenheiser | Hokej na lodzie      | Kobiety                 |
| Złoto  | Duff Gibson | Skeleton             | Mężczyźni               |
| Złoto  | Cindy Klassen | Łyżwiarstwo szybkie  | 1500 m kobiet           |
| Złoto  | Clara Hughes | Łyżwiarstwo szybkie  | 5000 m kobiet           |
| Srebro | Pierre Lueders Lascelles Brown | Bobsleje             | Dwójki mężczyzn         |
| Srebro | Sara Renner Beckie Scott | Biegi narciarskie    | Sprint drużynowy kobiet |
| Srebro | François-Louis Tremblay | Short track          | Sprint kobiet           |
| Srebro | Eric Bedard Jonathan Guilmette Charles Hamelin François-Louis Tremblay Mathieu Turcotte | Short track          | Sztafeta mężczyzn       |
| Srebro | Alanna Kraus Anouk Leblanc-Boucher Amanda Overland Kalyna Roberge Tania Vicent | Short track          | Sztafeta kobiet         |
| Srebro | Jeff Pain | Skeleton             | Mężczyźni               |
| Srebro | Arne Dankers Steven Elm Denny Morrison Jason Parker Justin Warsylewicz | Łyżwiarstwo szybkie  | Bieg drużynowy mężczyzn |
| Srebro | Kristina Groves Clara Hughes Cindy Klassen Christine Nesbitt Shannon Rempel | Łyżwiarstwo szybkie  | Bieg drużynowy kobiet   |
| Srebro | Cindy Klassen | Łyżwiarstwo szybkie  | 1000 m kobiet           |
| Srebro | Kristina Groves | Łyżwiarstwo szybkie  | 1500 m kobiet           |
| Brąz   | Shannon Kleibrink Amy Nixon Glenys Bakker Christine Keshen Sandra Jenkins | Curling              | Kobiety                 |
| Brąz   | Jeffrey Buttle | Łyżwiarstwo figurowe | Soliści                 |
| Brąz   | Anouk Leblanc-Boucher | Short track          | 500 m kobiet            |
| Brąz   | Mellisa Hollingsworth-Richards | Skeleton             | Kobiety                 |
| Brąz   | Dominique Maltais | Snowboarding         | Cross                   |
| Brąz   | Cindy Klassen | Łyżwiarstwo szybkie  | 3000 m kobiet           |
| Brąz   | Cindy Klassen | Łyżwiarstwo szybkie  | 5000 m kobiet           |

## Wyniki reprezentantów Kanady

### Biathlon
Mężczyźni
- Robin Clegg

sprint - 51. miejsce
bieg pościgowy - 44. miejsce
bieg indywidualny - 36. miejsce
- Jean-Philippe Leguellec

sprint - 60. miejsce
bieg indywidualny - 48. miejsce
- David Leoni

sprint - 42. miejsce
bieg pościgowy - 47. miejsce
bieg indywidualny - 65. miejsce
Kobiety
- Martine Albert

sprint - 73. miejsce
bieg indywidualny - 65. miejsce
- Sandra Keith

sprint - 66. miejsce
bieg indywidualny - 42. miejsce
- Zina Kocher

sprint - 62. miejsce
bieg indywidualny - 27. miejsce
- Marie-Pierre Parent

sprint - 76. miejsce
bieg indywidualny - 77. miejsce
- Zina Kocher
Sandra Keith
Martine Albert
Marie-Pierre Parent

sztafeta - 17. miejsce

### Biegi narciarskie
Mężczyźni
- Sean Crooks

Sprint stylem dowolnym - 27. miejsce
- Drew Goldsack

Sprint stylem dowolnym - 31. miejsce
15 km stylem klasycznym - 53. miejsce
Bieg łączony - 56. miejsce
- George Grey

15 km stylem klasycznym - 31. miejsce
Bieg łączony - 25. miejsce
50 km stylem dowolnym - 44. miejsce
- Chris Jeffries

Bieg łączony - 61. miejsce
50 km stylem dowolnym - 58. miejsce
- Devon Kershaw

Sprint stylem dowolnym - 37. miejsce
15 km stylem klasycznym - 47. miejsce
- Dan Roycroft

15 km stylem klasycznym - 58. miejsce
Bieg łączony - 39. miejsce
50 km stylem dowolnym - 57. miejsce
- Phil Widmer

Sprint stylem dowolnym - 47. miejsce
- George Grey
Devon Kershaw

Sprint drużynowy stylem klasycznym - 11. miejsce
- Devon Kershaw
Sean Crooks
Chris Jeffries
George Grey

sztafeta - 11. miejsce
Kobiety
- Amanda Ammar

Sprint stylem dowolnym - 49. miejsce
10 km stylem klasycznym - 54. miejsce
- Chandra Crawford

Sprint stylem dowolnym - 
Bieg łączony - 60. miejsce
- Sara Renner

Sprint stylem dowolnym - 16. miejsce
10 km stylem klasycznym - 8. miejsce
Bieg łączony - 16. miejsce
- Beckie Scott

Sprint stylem dowolnym - 4. miejsce
10 km stylem klasycznym - DSQ
Bieg łączony - 6. miejsce
- Milaine Thériault

10 km stylem klasycznym - 46. miejsce
Bieg łączony - 54. miejsce
30 km stylem dowolnym - DNS
- Sara Renner
Beckie Scott

Sprint drużynowy stylem klasycznym - 
- Milaine Thériault
Sara Renner
Amanda Ammar
Beckie Scott

sztafeta - 10. miejsce

### Bobsleje
Mężczyźni
- Serge Despres, David Bissett

dwójki - 11. miejsce
- Pierre Lueders, Lascelles Brown

dwójki - 
- Serge Despres, Nathan Cunningham, Steve Larsen, David Bissett

czwórki - 18. miejsce
- Pierre Lueders, Ken Kotyk, Morgan Alexander, Lascelles Brown

czwórki - 4. miejsce
Kobiety
- Suzanne Gavine-Hlady, Jamie Cruickshank

dwójki - 13. miejsce
- Helen Upperton, Heather Moyse

dwójki - 4. miejsce

### Curling
Mężczyźni
- Russ Howard, Brad Gushue, Mark Nichols, Jamie Korab, Mike Adam -

Kobiety
- Shannon Kleibrink, Amy Nixon, Glenys Bakker, Christine Keshen, Sandra Jenkins -

### Hokej na lodzie
Mężczyźni
- Todd Bertuzzi, Rob Blake, Jay Bouwmeester, Martin Brodeur, Shane Doan, Kris Draper, Adam Foote, Simon Gagné, Dany Heatley, Jarome Iginla, Vincent Lecavalier, Roberto Luongo, Bryan McCabe, Rick Nash, Chris Pronger, Wade Redden, Robyn Regehr, Brad Richards, Joe Sakic, Ryan Smyth, Martin St. Louis, Joe Thornton - 7. miejsce

Kobiety
- Meghan Agosta, Gillian Apps, Jennifer Botterill, Cassie Campbell, Gillian Ferrari, Danielle Goyette, Jayna Hefford, Becky Kellar, Gina Kingsbury, Charline Labonté, Carla MacLeod, Caroline Ouellette, Cherie Piper, Cheryl Pounder, Colleen Sostorics, Kim St-Pierre, Vicky Sunohara, Sarah Vaillancourt, Katie Weatherston, Hayley Wickenheiser -

### Kombinacja norweska
Mężczyźni
- Jason Myslicki

Sprint HS134/7,5 km - 41. miejsce
Gundersen HS106/15 km - 41. miejsce
- Max Thompson

Sprint HS134/7,5 km - 46. miejsce
Gundersen HS106/15 km - 44. miejsce

### Łyżwiarstwo szybkie
Mężczyźni
- Arne Dankers

1500 m - 17. miejsce
5000 m - 5. miejsce
10000 m - 9. miejsce
- Steven Elm

1000 m - 29. miejsce
1500 m - 12. miejsce
5000 m - 22. miejsce
- Michael Ireland

500 m - 7. miejsce
- Jurij Kochaniec

5000 m - 17. miejsce
- Vincent Labrie

500 m - 29. miejsce
- Brock Miron

500 m - 30. miejsce
- Denny Morrison

1000 m - 19. miejsce
1500 m - 11. miejsce
- François-Olivier Roberge

1000 m - 16. miejsce
- Justin Warsylewicz

1500 m - 27. miejsce
5000 m - 24. miejsce
- Jeremy Wotherspoon

500 m - 9. miejsce
1000 m - 11. miejsce
- Arne Dankers
Steven Elm
Denny Morrison
Jason Parker
Justin Warsylewicz

Bieg drużynowy - 
Kobiety
- Kristina Groves

1000 m - 5. miejsce
1500 m - 
3000 m - 8. miejsce
5000 m - 6. miejsce
- Clara Hughes

3000 m - 9. miejsce
5000 m - 
- Cindy Klassen

1000 m - 
1500 m - 
3000 m - 
5000 m - 
- Krisy Myers

500 m - 22. miejsce
- Christine Nesbitt

1000 m - 14. miejsce
1500 m - 7. miejsce
- Shannon Rempel

500 m - 16. miejsce
1000 m - 24. miejsce
1500 m - 28. miejsce
- Kerry Simpson

500 m - 21. miejsce
- Kim Weger

500 m - 26. miejsce
- Kristina Groves
Clara Hughes
Cindy Klassen
Christine Nesbitt
Shannon Rempel

Bieg drużynowy - 

### Łyżwiarstwo figurowe
Mężczyźni
- Jeff Buttle

Soliści - 
- Emanuel Sandhu

Soliści - 13. miejsce
- Shawn Sawyer

Soliści - 12. miejsce
Kobiety
- Mira Leung

Solistki - 12. miejsce
- Joannie Rochette

Solistki - 5. miejsce
Pary
- Jessica Dubé
Bryce Davison

Pary sportowe - 10. miejsce
- Marie-France Dubreuil
Patrice Lauzon

Pary taneczne - DNF
- Valérie Marcoux
Craig Buntin

Pary sportowe - 11. miejsce
- Megan Wing
Aaron Lowe

Pary taneczne - 11. miejsce

### Narciarstwo alpejskie
Mężczyźni
- Patrick Biggs

slalom - DNS
- François Bourque

supergigant - 8. miejsce
gigant - 4. miejsce
kombinacja - 21. miejsce
- Thomas Grandi

gigant - 10. miejsce
slalom - 9. miejsce
- Erik Guay

supergigant - 4. miejsce
- Michael Janyk

slalom - 17. miejsce
- John Kucera

zjazd - 27. miejsce
supergigant - 22. miejsce
kombinacja - 17. miejsce
- Manuel Osborne-Paradis

zjazd - 13. miejsce
supergigant - 20. miejsce
kombinacja - DNS
- Jean-Philippe Roy

gigant - DNF
slalom - DNF
- Ryan Semple

gigant - DNF
kombinacja - DNF
Kobiety
- Brigitte Acton

gigant - 11. miejsce
slalom - 17. miejsce
kombinacja - 10. miejsce
- Emily Brydon

zjazd - 20. miejsce
supergigant - 9. miejsce
gigant - 13. miejsce
- Sherry Lawrence

zjazd - 27. miejsce
supergigant - 34. miejsce
- Christina Lustenberger

gigant - DNF
- Shona Rubens

zjazd - 26. miejsce
kombinacja - DNF
- Genevieve Simard

supergigant - 20. miejsce
gigant - 5. miejsce
- Kelly Vanderbeek

zjazd - 24. miejsce
supergigant - 4. miejsce

### Narciarstwo dowolne
Mężczyźni
- Jeff Bean

skoki akrobatyczne - 19. miejsce
- Alexandre Bilodeau

jazda po muldach - 11. miejsce
- Marc-André Moreau

jazda po muldach - 4. miejsce
- Kyle Nissen

skoki akrobatyczne - 5. miejsce
- Steve Omischl

skoki akrobatyczne - 20. miejsce
- Warren Shouldice

skoki akrobatyczne - 6. miejsce
- Chris Wong

jazda po muldach - 14. miejsce
Kobiety
- Veronika Bauer

skoki akrobatyczne - 12. miejsce
- Deidra Dionne

skoki akrobatyczne - 22. miejsce
- Jennifer Heil

jazda po muldach - 
- Amber Peterson

skoki akrobatyczne - 15. miejsce
- Kristi Richards

jazda po muldach - 7. miejsce
- Audrey Robichaud

jazda po muldach - 8. miejsce
- Stéphanie St-Pierre

jazda po muldach - 12. miejsce

### Saneczkarstwo
Mężczyźni
- Jeff Christie

jedynki - 14. miejsce
- Ian Cockerline

jedynki - DNF
- Sam Edney

jedynki - 19. miejsce
- Chris Moffat
Mike Moffat

Dwójki - 9. miejsce
- Grant Albrecht
Eric Pothier

Dwójki - 10. miejsce
Kobiety
- Alex Gough

jedynki - 20. miejsce
- Regan Lauscher

jedynki - 10. miejsce
- Meaghan Simister

jedynki - DNF

### Short track
Mężczyźni
- Éric Bédard

500 m - 4. miejsce
1000 m - DSQ
- Charles Hamelin

1500 m - 4. miejsce
- François-Louis Tremblay

500 m - 
1000 m - DSQ
- Mathieu Turcotte

1500 m - 6. miejsce
- Éric Bédard
Jonathan Guilmette
Charles Hamelin
François-Louis Tremblay
Mathieu Turcotte

sztafeta - 
Kobiety
- Alanna Kraus

500 m - 9. miejsce
- Anouk Leblanc-Boucher

500 m - 
1500 m - 16. miejsce
- Amanda Overland

1000 m - 5. miejsce
1500 m - 5. miejsce
- Kalyna Roberge

500 m - 4. miejsce
- Tania Vicent

1000 m - 4. miejsce
- Alanna Kraus
Anouk Leblanc-Boucher
Amanda Overland
Kalyna Roberge
Tania Vicent

sztafeta - 

### Skeleton
Mężczyźni
- Paul Boehm - 4. miejsce

- Duff Gibson -

- Jeff Pain -

Kobiety
- Lindsay Alcock - 10. miejsce

- Mellisa Hollingsworth -

### Skoki narciarskie
Mężczyźni
- Gregory Baxter

skocznia normalna - 41. miejsce
skocznia duża - 46. miejsce
- Graeme Gorham

skocznia normalna - 42. miejsce
skocznia duża - 50. miejsce
- Michael Nell

skocznia normalna - 50. miejsce
skocznia duża - 49. miejsce
- Stefan Read

skocznia normalna - 42. miejsce
skocznia duża - 30. miejsce
- Gregory Baxter
Stefan Read
Graeme Gorham
Michael Nell

Drużynowo - 15. miejsce

### Snowboard
Mężczyźni
- Jasey-Jay Anderson

gigant równoległy - 20. miejsce
snowboardcross - 5. miejsce
- Philippe Berubé

gigant równoległy - 29. miejsce
- François Boivin

snowboardcross - 10. miejsce
- Justin Lamoureux

halfpipe - 21. miejsce
- Hugo Lemay

halfpipe - 18. miejsce
- Crispin Lipscomb

halfpipe - 11. miejsce
- Brad Martin

halfpipe - 16. miejsce
- Drew Neilson

snowboardcross - 17. miejsce
- Tom Velisek

snowboardcross - 23. miejsce
Kobiety
- Sarah Conrad

halfpipe - 15. miejsce
- Alexa Loo

gigant równoległy - 20. miejsce
- Dominique Maltais

snowboardcross - 
- Mercedes Nicoll

halfpipe - 27. miejsce
- Maëlle Ricker

halfpipe - 23. miejsce
snowboardcross - 4. miejsce
- Erin Simmons

snowboardcross - 17. miejsce
- Dominique Vallée

halfpipe - 21. miejsce
snowboardcross - 19. miejsce